# Eubiose
Die Eubiose bezeichnet das Gleichgewicht der im gesunden Darm des Menschen symbiotisch lebenden, zahlreichen Mikroorganismen. Zusammen schützen sie vor krankmachenden Keimen und helfen bei der Verdauung. Das Gegenteil ist die Dysbiose.